# Семёнов, Николай Андрианович
Николай Андрианович Семёнов (род. 22 мая 1939) — советский хоккеист, защитник, нападающий.

## Биография
Бо́льшую часть карьеры (12 сезонов) провёл в «Металлурге» Сталинск / Новокузнецк. Дебютировал в сезоне 1957/58 в классе «Б», шесть сезонов (1960/61 — 1962/63, 1964/65 — 1967/68) провёл в классе «А». Часть сезона 1965/66 отыграл за московский «Локомотив». Играл во второй лиге за «Заполярник» Норильск (1969/70) и «Вымпел» Междуреченск (1970/71 — 1971/72).